# Incidenza della gestione non caratteristica
L'Incidenza della gestione non caratteristica (altrimenti noto come Tasso della gestione non caratteristica o Tasso della gestione extracaratteristica) è un indice di bilancio.
Nella prassi aziendale esso è talvolta identificato con l’uso di alcuni acronimi come, ad esempio, IGNC (Indice della Gestione Non Caratteristica), TGNC (Tasso della Gestione Non Caratteristica), TEx (Tasso della gestione Extracaratteristica).
L'indice segnala il contributo fornito dalla gestione non caratteristica alla determinazione del reddito netto d'esercizio. La gestione non caratteristica è formata dall'area accessoria, ossia da quelle operazioni che, pur non facendo parte della gestione tipica o caratteristica, si verificano con continuità nel periodo di esercizio; l'area finanziaria, ossia dall'attività volta al reperimento dei mezzi finanziari necessari all'attività; l'area fiscale, ossia da tutti i costi sopportati per via delle imposte dirette a carico dell’azienda; l'area straordinaria ad oggi non più presente nello schema del conto economico previsto dal codice civile all'art. 2425 (le modifiche del D.Lgs. 139 del 18 agosto 2015 hanno avuto effetto dal 1/1/2016) che, in precedenza, annoverava, in un gruppo di voci separato, i proventi e gli oneri aleatori che, per proprie caratteristiche, erano sempre estranei all'attività tipica dell’azienda (sopravvenienze). Secondo le nuove indicazioni dell’Organismo Italiano di Contabilità (OIC), la gestione straordinaria, è attualmente confluita nella gestione accessoria cosicché, anche gli elementi di quella che era la gestione straordinaria, sono ora identificati come componenti accessori, in quanto, al di là della loro aleatorietà e bassa ricorrenza, possono comunque verificarsi in un raggio tradizionale d’azione d’impresa. Per identificare, infine, gli elementi accessori davvero irripetibili, rilevanti ed eccezionali (plusvalenze o minusvalenze da cessioni di cespiti non più utilizzabili per riconversioni aziendali, vendite o acquisti a prezzi rigonfiati per situazioni di mercato del tutto transitorie ecc…) ad oggi si fa riferimento all'area non corrente che, in ogni caso, non prevede un proprio gruppo di voci all’interno del CE civilistico ma viene scorporata a livello di analisi di bilancio sfruttando le riclassificazioni del Conto Economico.
L'indice viene inoltre utilizzato, assieme al ROI (cioè il tasso di redditività del capitale investito) e al leverage (cioè l'indice di indebitamento), nella scomposizione del ROE, che è un indicatore della redditività ottenuta dall'impresa.
L'incidenza della gestione non caratteristica si ricava con il rapporto tra reddito netto d'esercizio (ovvero il risultato della gestione nel periodo considerato al netto delle imposte) e risultato operativo (il risultato non tenente conto delle aree, appunto, non caratteristiche sopra elencate):
{\displaystyle {\mbox{IGNC}}={\frac {\mbox{Reddito Netto di Esercizio}}{\mbox{Risultato operativo}}}}
Il risultato del rapporto sarà maggiore di 1, cioè il reddito netto d'esercizio sarà maggiore del risultato operativo, quando il risultato della gestione non caratteristica (accessoria, finanziaria, fiscale e, solo se presente, non corrente) è positivo, ovvero fa aumentare il reddito dell'impresa; invece sarà minore di 1, cioè il reddito netto d'esercizio sarà minore del risultato operativo, quando il risultato della gestione non caratteristica (accessoria, finanziaria, fiscale e, solo se presente, non corrente) è negativo, ovvero fa diminuire il reddito dell'impresa.